# Looksor
 (mars 2025).
Motif : structure dissoute, intérêt encyclopédique
- Archive Wikiwix
- Bing
- Cairn
- DuckDuckGo
- E. Universalis
- Gallica
- Google
- G. Books
- G. News
- G. Scholar
- Persée
- Qwant
- (zh) Baidu
- (ru) Yandex
- (wd) trouver des œuvres sur Wikidata

| 1. | Préciser le motif de la pose du bandeau. | Précisez le motif de la pose du bandeau en utilisant la syntaxe suivante : {{admissibilité à vérifier\|date=juillet 2025\|motif=remplacez ce texte par le motif}}            |
| 2. | Informer les utilisateurs concernés.     | Pensez à avertir le créateur de l'article, par exemple, en insérant le code ci-dessous sur sa page de discussion : {{subst:avertissement admissibilité à vérifier\|Looksor}} |

Le Looksor était une discothèque située à Clisson (Loire-Atlantique, France). Ouverte en 1985, célébrée en 2005 par le titre Louxor, j'adore de Philippe Katerine, elle est fermée en 2018. Propriété du Hellfest depuis 2015 et situé sur le site du festival, le bâtiment est en cours de réhabilitation pour devenir un bar-brasserie sous l'enseigne Mélusine en 2025.

## Histoire
Ouverte en 1985, cette boîte de nuit est créée à l'initiative de Pierre Jolly (1935-2018), propriétaire de parquets (salle de bal itinérante sous chapiteau) depuis le début des années 1960, désireux de se fixer. Son architecture pyramidale évoque la ville égyptienne homophone de Louksor. En forme de pyramide, la salle compte comme décoration des statues de sarcophages et des masques funéraires de pharaons.
Bien que l'âge d'or de cette discothèque soit dans les années 1980, le lieu acquiert une notoriété nationale en 2005 en étant mentionné dans le titre Louxor, j'adore de Philippe Katerine.
L'établissement ferme en juillet 2018,.
Le fonds est racheté en 2015 par Hellfest productions, puis le bâtiment en 2019.
Le site est rénové en 2024 et devient un bar-brasserie sous l'enseigne Mélusine,. Le lieu ouvre au public à la fin du février 2025, et est réservé aux festivaliers pendant la durée du Hellfest.

## Dans la culture
Le Looksor est la discothèque dans laquelle Philippe Katerine « coupe le son » dans son titre Louxor, j'adore sur l'album Robots après tout sorti en 2005,.